# Лільєгольмен (станція метро)
59°18′37″ пн. ш. 18°01′21″ сх. д. / 59.310278° пн. ш. 18.0225° сх. д.
«Лільєгольмен» (швед. Liljeholmen) — станція Червоної лінії Стокгольмського метрополітену, обслуговується потягами маршруту Т13 та Т14.
Станцію було відкрито 5 квітня 1964 року у складі першої черги Червоної лінії, від Т-Сентрален до Ернсберга, з відгалуженням до Фруенген. 

Відстань до Слюссена становить 3,4 км.
Пасажирообіг станції в будень — 36,350 осіб (2019)

Пересадки: Tvärbanan, автобуси.

## Операції
| Попередня станція           | Лінія | Лінія     | Лінія | Наступна станція             |
| --------------------------- | ----- | --------- | ----- | ---------------------------- |
| Горнстулль до Ропстен       |       | Лінія T13 |       | Аспудден до Норсборг         |
| Горнстулль до Мербю-сентрум |       | Лінія T14 |       | Мідсоммаркрансен до Фруенген |